# مقاطعة روكاستل (كنتاكي)
مقاطعة روكاستل (بالإنجليزية: Rockcastle County, Kentucky)‏ هي إحدى مقاطعات ولاية كنتاكي في الولايات المتحدة. تأسست سنة 1810، بلغ عدد سكانها 17056 نسمة في عام 2010 حسب إحصاء مكتب تعداد الولايات المتحدة .

## وصلات خارجية
- rockcastlecountyky.com
- United States Counties